# Abdul Wahab Ali
Abdul Wahab Ali (* 7. Juli 1958) ist ein irakischer Tischtennisspieler. Er nahm an den Olympischen Spielen 1988 teil. 

## Werdegang
Abdul Wahab Ali trug bei der Eröffnungsfeier der Olympischen Spiele 1988 in Seoul die Fahne Iraks. Er trat nur im Einzelwettbewerb an, wo er einmal gewann und sechsmal verlor. Damit landete er auf Platz 49. 

## Spielergebnisse
- Olympische Spiele 1988 Einzel[1]
  - Siege: Alain Choo Choy (Mauritius)
  - Niederlagen: Chen Longcan (China), Lo Chuen Tsung (Hongkong), Wu Wen-chia (Taiwan), Zsolt Harczi (Ungarn), Yomi Bankole (Nigeria), Ding Yi (Österreich)